# Cerasolo

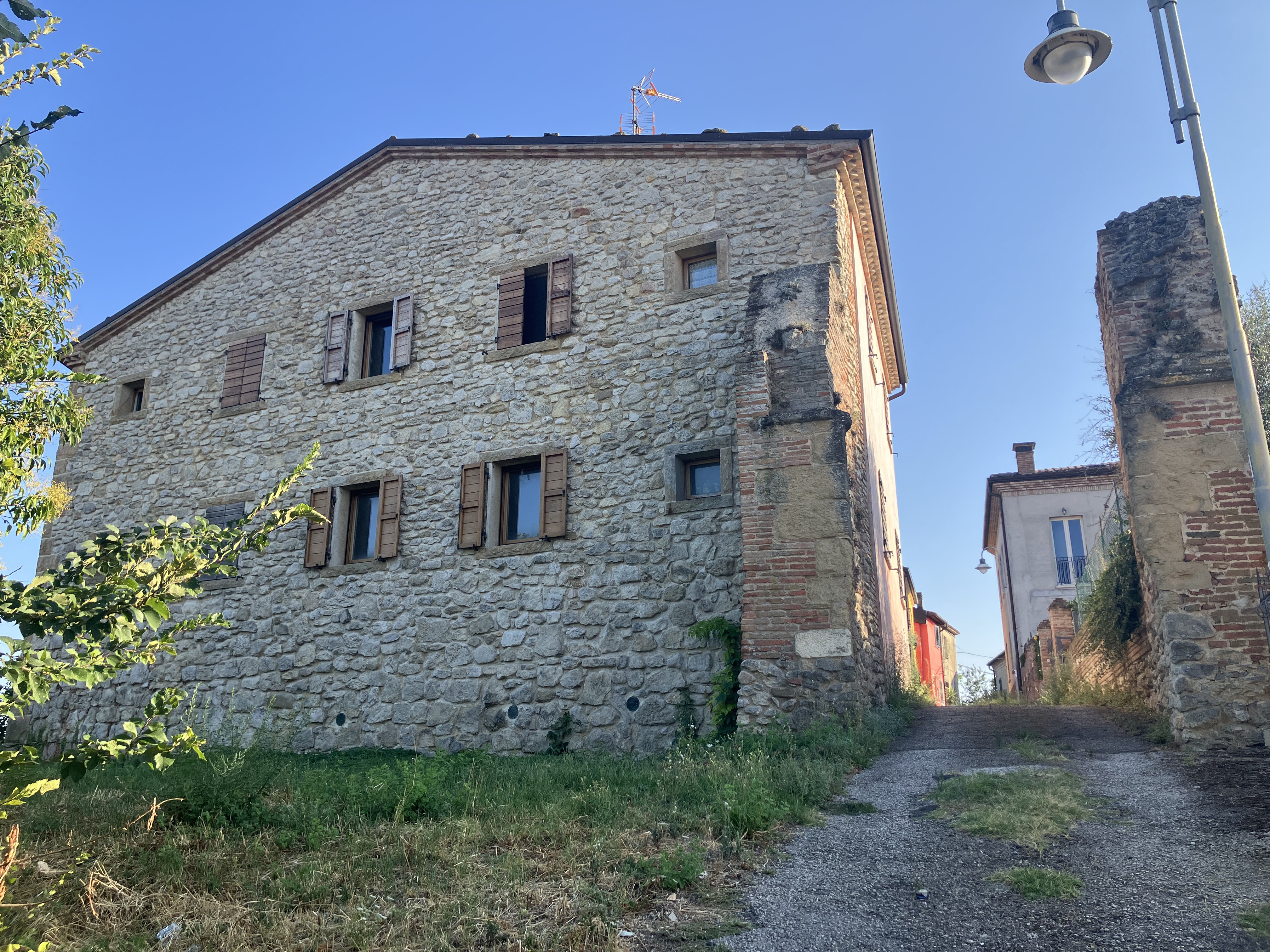
Resti del castello di Cerasolo

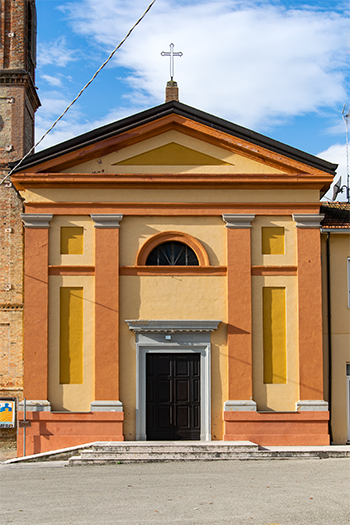
La facciata della chiesa parrocchiale di San Giovanni Battista

Cerasolo (Ceraṡùl o Ciraṡùl in romagnolo) è una frazione di 1 500 abitanti del comune di Coriano in provincia di Rimini.
Al confine con San Marino si trova dal 1993 il Ponte di Confine.

## Geografia fisica
Si trova sul torrente Ausa ed è attraversata dalla SS 72, che collega Rimini con il confine di stato sammarinese.

## Storia

### Cerasolo e il suo castello
Il toponimo "Cerasolo", con cui oggi s'indica la frazione del comune di Coriano, ha origine incerta: forse deriva dal termine dialettale con cui si indica il girasole, o forse nella sua radice racchiude l'allusione al frutto del ciliegio. Un'ipotesi fa risalire l'origine del nome alla locuzione "Cella Jovis", ad indicare l'ipotetica presenza di un luogo di culto pagano, un "tempietto di Giove". Del periodo antico sono stati rinvenuti nei dintorni corredi attribuibili a sepolture villanoviane risalenti al VIII secolo a.C., mentre in epoca romana l'area del corianese mantenne una conformazione agricola: in questo senso la zona di San Patrignano si è distinta per i ritrovamenti di villae rustiche. 
Del passato di Cerasolo rimangono poche testimonianze visibili in loco: oltre alla chiesa, giunta a noi intatta ma molto rimaneggiata, Cerasolo ospita ancora i resti del suo castello. Entrambi i poli della vita cittadina, collocati ad una certa distanza tra loro, si trovano sulla via che costituisce la spina dorsale del tessuto edilizio del centro abitato: la chiesa più a monte, in direzione San Marino, mentre il castello è stato costruito nella parte più alta del colle, da cui sono strategicamente visibili Rimini e il mare. In epoca medievale il territorio di Cerasolo venne inizialmente conteso tra Chiesa e Comune di Rimini, in seguito fu teatro di scontri tra le truppe malatestiane e quelle feltresche. 
La rocca è citata per la prima volta nel 1292, e qualificata come "castellare", ossia luogo non più fortificato. Nel 1321 le mura risultano invece nuovamente erette a difesa dalle scorribande delle truppe ghibelline, che in quell'anno assaltarono il castello e lo distrussero: dovettero passare settant'anni prima che gli abitanti di Cerasolo ottenessero dai signori di Rimini il permesso di innalzare nuovamente delle difese.
In quest'epoca in effetti Cerasolo viene censito nella Descriptio Provinciae Romandiolae del cardinale Anglic de Grimoard (1371) come villa, ossia un agglomerato urbano privo di difese. 
L'area divenne possedimento dei Malatesta e tale rimase fino al 1463, quindi seguì le sorti di Rimini nell'alternarsi delle giurisdizioni che succedettero alla caduta della signoria.
In un primo momento dunque fu sottoposta al dominio dei veneziani, che ordinarono un nuovo censimento delle loro terre ad opera di Domenico Malipiero: questi, nella sua relazione del 1504 attesta la perdurante presenza del castello "lontano da Arimino miglia 4 qual è in colline, circunda de muro alto passo 8, senza fosse, volgi passa 110, nel quale abita 3 poveri uomini in tempo di pace, de li quali uno è vicecapitano. In tempo de guerra tutti gli homini de la iurisdictione sua se raduno in quello. Ha una porta."
Terminata la fase veneziana, Cerasolo passò allo Stato Pontificio, in cui rimase, ad eccezione della breve parentesi napoleonica, fino all'Unità d'Italia come comunità autonoma (c.d. appodiato), dotata di un proprio Statuto, ed incaricata di esercitare il suo controllo sulla vicina località di San Patrignano e, per brevi periodi, anche sul castello di Mulazzano. 
Già dal 1817 la comunità civile locale aveva perso la sua indipendenza, entrando a far parte della giurisdizione dell'allora neonato Governo di Coriano, sotto il quale da allora restò: ancora oggi Cerasolo è frazione del comune corianese.
I documenti ottocenteschi attestano la partecipazione degli abitanti di Cerasolo ai moti risorgimentali di metà secolo.
Nel 1932 a Cerasolo venne aperta una stazione della linea Rimini-San Marino, unico collegamento ferroviario tra l'Italia e la Repubblica Serenissima, inaugurata nel 1932 e di fatto soppressa in seguito ai bombardamenti del 1944. La stazione, seppur dismessa, si conserva tuttora, e funge da casa privata.
Nel corso della Seconda Guerra Mondiale anche Cerasolo dovette assistere alle efferatezze compiute dagli occupanti nazifascisti: fu qui che il 3 settembre 1944 venne fucilato Aristodemo Ciavatti, partigiano membro della 29a Brigata G.A.P. (Gruppi di Azione Patriottica). Una targa posta nelle vicinanze del castello ricorda il triste episodio.
Pochi giorni dopo, non lontano dalla frazione, nei pressi di Monte Pulito, in località Faetano (RSM), si combatté una delle battaglie con cui gli eserciti degli Alleati portarono avanti il superamento della linea gotica. 
A partire dal dopoguerra la zona di Cerasolo Ausa, a valle del centro abitato antico, è divenuta un importante sito industriale, con numerosi stabilimenti sorti sulla strada consolare che porta a San Marino.
Il 14 gennaio 1994 la Banda della Uno bianca rapinò il Credito Romagnolo di Cerasolo tentando di uccidere Fiorenzo Torri e Luigino Vandi.

### La pieve di San Giovanni Battista
La chiesa che vediamo oggi e le sue pertinenze sono il risultato di modifiche e riedificazioni tali da non permetterci di sapere con certezza quante costruzioni si siano succedute nel tempo.
Sappiamo che tutti gli edifici precedenti sono sorti nel luogo in cui si trova anche l'attuale parrocchiale, e che la testimonianza più antica attesta la presenza di una pieve già prima dell'XI secolo, il che non fa escludere che essa possa risalire addirittura all'VIII-IX secolo, al momento della fondazione delle pievi in area riminese: si trattava di chiese dotate di fonte battesimale e come tali, detenendo il diritto di battezzare, in base alla geografia ecclesiastica medievale fungevano da punto di riferimento amministrativo per le chiese del circondario, chiamate "cappelle", che da esse dipendevano. In questo senso, sappiamo che nel XIV secolo alla pieve di Cerasolo facevano riferimento cinque chiese, e che quattro secoli dopo, a conferma della sua affermata floridità, la pieve possedeva beni anche nelle terre circostanti, fino a Serravalle di San Marino. 
Questa impostazione rimarrà in vigore fino alla suddivisione della diocesi in parrocchie e alla riforma del vescovo Ferretti del 1780, in base alla quale Cerasolo venne annoverata nel neocostituito Vicariato di Monte Tauro e perse la propria autonomia.
Di qui, alla fine dell'Ottocento passò al Vicariato di San Lorenzo in Correggiano e nella seconda metà del Novecento a quello di Coriano. 
Attualmente, assieme a molte delle comunità circostanti, la parrocchia di Cerasolo rientra nella Zona Pastorale di Coriano, che a sua volta è parte del Vicariato della Valconca.
Anche se nulla sappiamo dell'architettura della chiesa medievale, i documenti ci informano che già nel 1231 essa era intitolata a San Giovanni Battista.

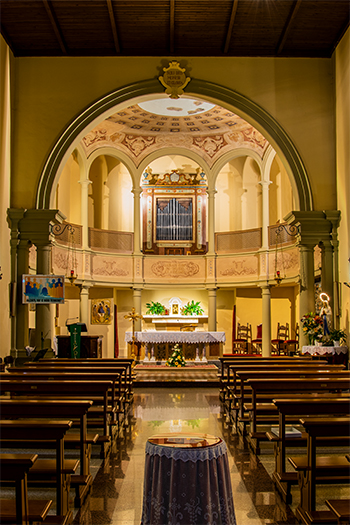
L'interno della chiesa parrocchiale

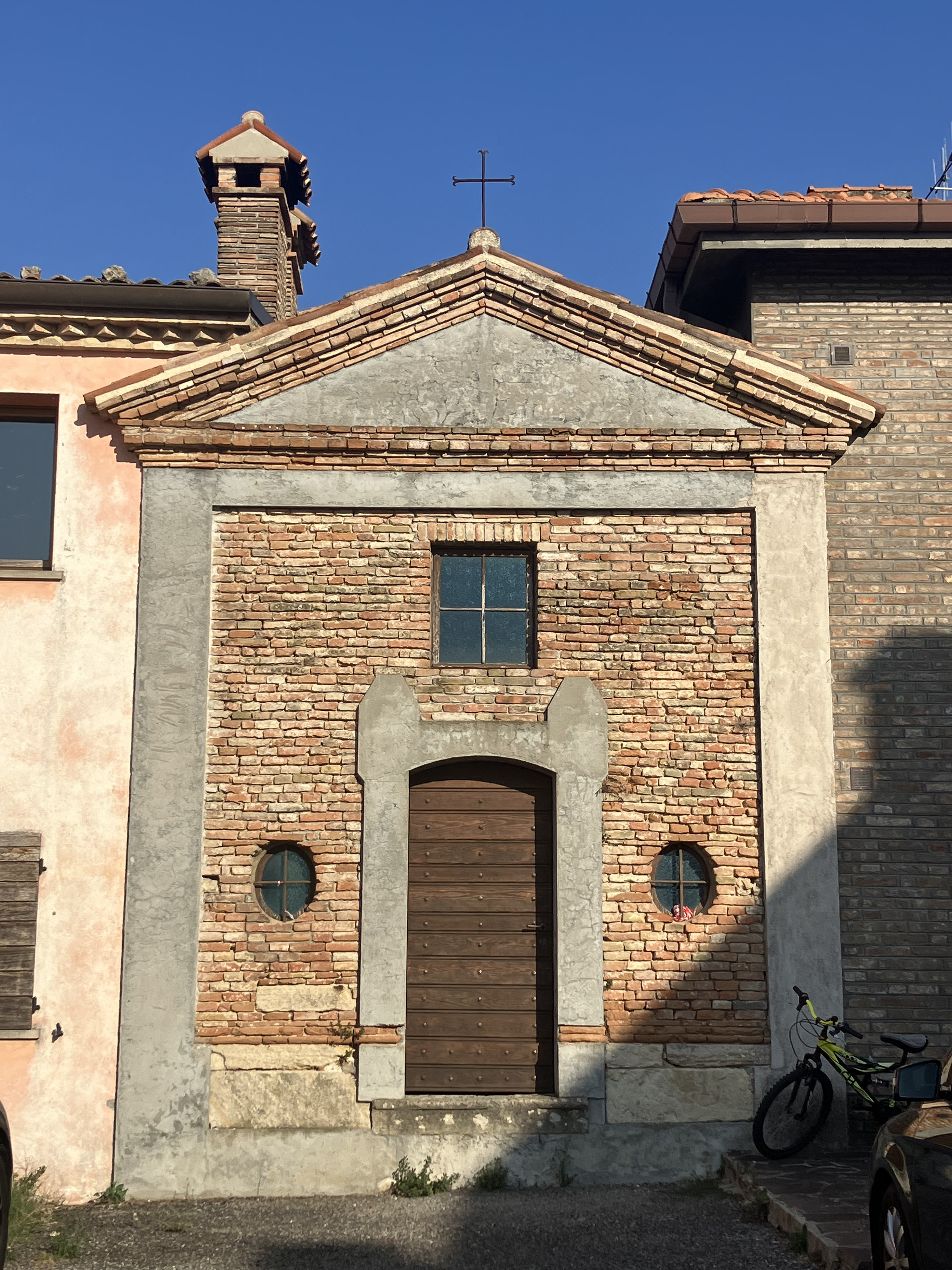
L'oratorio all'interno del castello di Cerasolo

La pieve attestata tra il XVII e il XVIII secolo, che disponeva di tre altari (dedicati al titolare, a Maria e a San Bernardino da Siena), per quanto colpita duramente dal terremoto del 1786, e poi ulteriormente modificata, sembra essere quella giunta fino al giorno d'oggi, essendosi salvata, a differenza della maggior parte delle chiese dei borghi circostanti, anche dai bombardamenti del settembre 1944.
La chiesa attuale mostra la configurazione che le venne attribuita, da ultimo, agli inizi del secolo scorso, quando se ne capovolse totalmente l'orientamento. L'originario ingresso, che si trovava dove ora c'è l'altare e affacciava su un piazzale arricchito da una croce in pietra (1875), fu prima spostato sul fianco e quando nel 1929 in quel punto la sagrestia vecchia venne sacrificata per fare posto al nuovo campanile, venne definitivamente aperto un varco sul lato affacciato sul borgo.
L'attuale facciata è scandita da lesene sormontate da un frontone. 
L'interno è ad aula unica con due cappelle laterali: guardando verso l'altare, sul lato destro, si può ammirare un'acquasantiera composita, costituita da un frammento di vaso romano in marmo pario (II secolo d.C.), uno stelo (XVIII secolo) e, alla base, un capitello di reimpiego in pietra istriana (XVI secolo); nella nicchia è custodita una scultura in pietra della Madonna con Bambino secondo l'iconografia lauretana (arte popolare romagnola, seconda metà del XVI secolo, proveniente dal distrutto oratorio del castello); nella cappella troviamo l'immagine della Madonna del Sole, risalente al 1784, il cui culto, ancora molto sentito nel circondario, fu importato a Cerasolo da Tavoleto dall’allora parroco don Gaspare Baiocchi; proseguendo, sulla parete in alto è collocata un'immagine della Madonna del Rosario con San Domenico e 15 quadretti dei misteri (scuola romagnola, seconda metà del XVIII secolo); sul lato sinistro, nella nicchia si trova un'immagine della Madonna della Misericordia (scuola romagnola, 1893, copia di quella miracolosa presente nel monastero di Santa Chiara di Rimini), custodita all'interno di un'elegante cornice di legno dorato e intagliato con motivi vegetali (1898), nella cappella, che reca le tracce di una cortina muraria più antica, si conserva il fonte battesimale (datato 1574, memoria dell'antica prerogativa plebale della chiesa), sormontato da un dipinto raffigurante San Giovanni Battista che battezza Gesù nelle acque del Giordano, (Giovanni Battista Battaglino, 1810). Addossata alla parete c'è poi un'immagine del Sacro Cuore, copia ottocentesca del famoso dipinto del 1760 di Pompeo Batoni conservato nella chiesa del Gesù a Roma; proseguendo, sulla parete in alto è posta una tela raffigurante la Madonna che appare a San Bernardino da Siena (scuola romagnola, 1652, anch'esso proveniente dall'oratorio del castello).
La zona presbiteriale è arricchita dalla presenza di una cantoria, composta da un doppio ordine di colonne (quello inferiore risale al 1875, quello superiore al 1931), che sorreggono una volta affrescata nei primi del Novecento con motivi a cassettoni e rosette e, al centro, una raffigurazione di cui rimangono lacerti di putti. Probabilmente si tratta di una struttura adibita a proteggere l'originario ingresso della chiesa e a custodire il prezioso organo costruito dal riminese Francesco Vasconi nel 1787: lo strumento, tuttora ospitato nella loggia superiore, è stato recentemente restaurato ed è perfettamente funzionante. Sempre nei pressi del presbiterio, sulla destra, sono stati posti due paliotti in scagliola realizzati secondo lo stile carpigiano da Mario Manzelli nel 1746 ed un tempo incastonati negli altari della chiesa, testimonianze della presenza dell'antica Compagnia del Rosario, fondata nella prima metà del XVII secolo, che si occupava del loro mantenimento. Incastonato nel muro di sinistra si trova un'epigrafe del 1698 con cui il parroco di allora, don Paolo Bombini rivendicava i suoi diritti.
In parrocchia si conservano anche una seconda scultura in pietra locale raffigurante una Madonna con Bambino (arte popolare romagnola, XVII secolo) e due dipinti raffiguranti San Rocco e San Biagio (1875).
A lungo il borgo del castello di Cerasolo ha ospitato un proprio oratorio: di tutto il complesso rimangono notevoli resti a metà della strada che porta alla parrocchiale e di recente anche la chiesetta, che era andata perduta, è stata completamente ricostruita.
Cerasolo conserva anche un altro piccolo luogo di culto, situato non lontano dalla chiesa: la cella attuale è di matrice moderna, ma eredita la memoria di un precedente edificio, come sembra indicare un mattone posto sull'ingresso, che reca la data 1733. All'interno, conserva un piccolo altare e numerose immagini sacre.
Al contrario, non si sono conservati due oratori domestici privati. Stando ai documenti, essi appartenevano a famiglie riminesi che a Cerasolo possedevano le loro abitazioni di campagna: il primo rientrava nella proprietà della famiglia Cecci, ed era dedicato a San Gaetano e San Francesco di Paola; il secondo, appartenente alla famiglia dei Del Bene, era intitolato a San Placido.

## Monumenti e luoghi d'interesse
- Chiesa parrocchiale di San Giovanni Battista che contiene una Madonna con Bambino di autore anonimo del XVI secolo.
- Resti del castello malatestiano.

- Cimitero di guerra, con i caduti Gurkha della Battaglia di Monte Pulito (San Marino).

## Cultura
È presente la scuola elementare "H.C. Andersen" che dispone anche di una biblioteca: la scuola primaria dipende dal Circolo Didattico di Coriano con l'asilo "Peter Pan".

## Sport

### Calcio
La principale squadra di calcio della città è l'A.C.D. Cerasolo 2002 che milita nel girone A riminese di 3ª Categoria. È nata nel 2002. I colori sociali sono: il verde ed il giallo.
La squadra è stata sciolta nel 2019 in seguito a problemi finanziari.